# Râle austral
Rallus antarcticus
Espèce
Statut de conservation UICN

 VU C2a(i) : Vulnérable
Le Râle austral (Rallus antarcticus) est une espèce d'oiseaux de la famille des Rallidae.

## Répartition
Cet oiseau vit en Patagonie.